# Psalm 22 (Bruckner)
Psalm 22, WAB 34, ist eine Vertonung einer deutschsprachigen Version von Psalm 23 (Psalm 22 in der Zählung der Septuaginta und der Vulgata) von Anton Bruckner.

## Entstehung und Stellung im Gesamtwerk
Unter den fünf von Bruckner komponierten Psalmenvertonungen ist Psalm 22 die einzige mit Klavierbegleitung. Das Werk wurde etwa 1852 im Stift Sankt Florian komponiert, aber es ist nicht bekannt, wann es zu dieser Zeit aufgeführt wurde.
Die Handschrift wird im Archiv des Stifts Sankt Florian aufbewahrt. Die erste bekannte Aufführung fand am 11. Oktober 1921 in Sankt Florian durch Franz Xaver Müller statt. Es wurde erstmals veröffentlicht in Band II/2, S. 119–130 der Göllerich/Auer-Biographie. Es wurde 1997 von Paul Hawkshaw herausgegeben in Band XX/2 der Bruckner-Gesamtausgabe.

## Text
Der Herr ist Hirt und Versorger
1. [Ein Psalm Davids.] Der Herr regieret mich, und nichts wird mir mangeln:
2. Auf einem Weideplatze, da hat er mich gelagert: am Wasser der Erquickung mich erzogen:
3. Meine Seele bekehret: mich geführt auf die Wege der Gerechtigkeit, um seines Namens willen.
4. Denn wenn ich auch wandle mitten im Todesschatten, so will ich nichts Übels fürchten, weil du bei mir bist. Deine Ruthe und dein Stab, die haben mich getröstet.
5. Du hast einen Tisch vor meinem Angesichte bereitet wider die, so mich quälen. Du hast gesalbet mit Öl mein Haupt: und mein berauschender Becher wie herrlich ist er!
6. Und deine Barmherzigkeit folget mir all’ die Tage meines Lebens:
7. Daß ich wohne im Hause des Herrn auf lange Zeit.[4]

## Musik
Das 131-Takte umfassende Werk in Es-Dur ist für Solisten, gemischten Chor und Klavier komponiert.
Die Vertonung des ersten Teils ist im Allgemeinen in Homophonie, mit einigen Imitationen auf die Textstellen „So will ich nichts Übles fürchten“, „Du hast bereitet einen Tisch“, „wie herrlich ist er!“ und „Und deine Barmherzigkeit“. Wie in Bruckners zeitgenössischem Magnificat werden die Strophen abwechselnd vom Chor und den Solisten als Arioso gesungen. Ab Takt 43 wird die letzte Strophe vom Chor als Fuge gesungen, die bei Takt 115 in einen abschließenden a-cappella-Choral mündet.

## Diskografie
Von diesem Werk existieren drei Aufnahmen:
- Franz Farnberger, Anton Bruckner in St. Florian – Requiem und Motetten, St. Florianer Sängerknaben, Studio SM D2639 SM 44, 1997.
Diese Aufführung, die im Stift St. Florian aufgezeichnet wurde, vermittelt dem Zuhörer einen Hauch von Authentizität.
- Thomas Kerbl, Anton Bruckner – Chöre und Klaviermusik, Chorvereinigung Bruckner 09 und Kammerchor der Anton Bruckner Privatuniversität, CD Bruckner Haus LIVA 034, 2009
- Calmus Ensemble, Bruckner Vocal – Psalm 22, WAB 34 –  Carus, 2023
- Markus Stumpner, Erinnerung – Bruckner in St. Florian, St. Florianer Sängerknaben, Solo Musica SM 450, 2024